# Grad Wittelsbach
Grad Wittelsbach je od 11. stoletja stal v Oberwittelsbachu (danes del Aichacha, severovzhodno od Augsburga) na bavarskem Švabskem. Danes o njem ni sledu.
Grad je bil prvič omenjen že okrog leta 1000. Leta 1119 se je vanj preselil grof Oton IV./V. von Scheyern (†1156) in svojo prejšnjo rezidenco spremenil v opatijo Scheyern. Grad z imenom "Witilinesbac" je bil kot izhodišče Otonovega rodu že pred tem omenjen v listini cesarja Henrika V. iz leta 1115. Leta 1120 so grofje Scheyern postali bavarski palatinski grofi in se preimenovali v grofe Wittelsbach. Grad je tako postal središče rodbine Wittelsbach, kasnejših volilnih knezov Renskega palatinata in Bavarske.
Po izročilu naj bi grad leta 1209, potem ko je grof Oton VIII. Wittelsbaški  umoril nemškega (proti)kralja Filipa Švabskega, razrušili. Arheološka izkopavanja, izvedena v letih 1978-80, pa znakov nenadnega porušenja niso pokazala. Raziskave nakazujejo, da je obzidje postalo kamnolom, potem ko je bil grad opuščen.
Na lokaciji gradu so v 15. stoletju zgradili gotsko cerkev Blažene Device Marije. Cerkev še vedno stoji in je postala jedro vasi Oberwittelsbach. Wittelsbachi so leta 1834 na mestu nekdanjega gradu postavili spomenik. Del okraja Aichach-Friedberg se danes imenuje dežela Wittelsbachov.
Leta 1838 je vojvoda Maksimilijan Jožef Bavarski (* 1808 – † 1888), oče Elizabete Bavarske - Sissi, žene cesarja Franca Jožefa, kupil graščino v bližini vasi Unterwittelsbach, ki je bila leta 1537 postavljena na mestu starejšega srednjeveškega gradu. Do leta 1955 je bila v posesti mlajše veje kraljeve rodbine Wittelsbachov, sedaj pa je v njej muzej, posvečen cesarici Elizabeti.